# هیستینگر ۱۰۶۶
هیستینگز ۱۰۶۶ (به انگلیسی: Hastings 1066) نام دومین آلبوم استودیویی گروه سمفونیک پاور متال ایتالیایی دای مجستی است که در سال ۲۰۰۲ توسط اسکارلت رکوردز منتشر شد. هیستینگز ۱۰۶۶ آلبومی مفهومی است که به نبرد تاریخی هیستینگز  در سال ۱۰۶۶ بین آنگلوساکسون‌ها و نورمان‌ها می‌پردازد.

## فهرست آهنگ‌ها
آلبوم هیستینگز ۱۰۶۶ دارای ۱۴ قطعه است و در نسخهٔ مخصوص ژاپن ترک پانزدهمی نیز با نام In God We Trust  که بازاجرایی از ترانه‌ای به همین نام از گروه استرایپر بود به عنوان ترک اضافه وجود داشت. فهرست آهنگ‌های این آلبوم به شرح زیر است:
| شماره      | نام                            | مدت   |
| ---------- | ------------------------------ | ----- |
| ۱.         | «Rerurm Memoria»               | ۰۳:۰۰ |
| ۲.         | «The King and the Warrior»     | ۰۳:۲۶ |
| ۳.         | «Intro Echoes (Suite n.1)»     | ۰۰:۴۵ |
| ۴.         | «Echoes of War»                | ۰۵:۵۶ |
| ۵.         | «The Sight of Telham Hill»     | ۰۵:۵۲ |
| ۶.         | «Incipit Bellum»               | ۰۱:۴۶ |
| ۷.         | «Intro Scream (Suite n.2)»     | ۰۱:۱۵ |
| ۸.         | «The Scream of Taillefer»      | ۰۷:۳۰ |
| ۹.         | «Intro Anger (Suite n.3)»      | ۰۱:۰۵ |
| ۱۰.        | «Anger of Fate»                | ۰۷:۱۲ |
| ۱۱.        | «Intro Pride (Suite n.4)»      | ۰۰:۴۷ |
| ۱۲.        | «The Pride of A Housecarl»     | ۰۷:۲۰ |
| ۱۳.        | «Through the Bridge of Spears» | ۰۳:۴۸ |
| ۱۴.        | «Demons On the Crown»          | ۰۵:۵۰ |
| مجموع مدت: | مجموع مدت:                     | ۵۵:۳۲ |

## اعضا
گروه دای مجستی به هنگام ضبط این آلبوم شامل اعضای زیر بود:
- داریو گریلو: خواننده
- کلودیو دیپریما: درام
- موریتزیو مالتا: گیتار
- جووانی سانتینی: گیتار
- داریو دالساندرو: گیتار بیس
- جوزپه بوندی: کیبورد